# 国鉄ナヌ32形客車
ナヌ32形は、かつて日本国有鉄道（国鉄）に在籍した事業用客車（暖房車）である。

## 概要
1934年（昭和9年）10月に3両、1936年（昭和11年）1月に2両が製造された中型暖房車で、製造当時はナヌ6900形（ナヌ6900 - 6904）と称した。製造所は、1934年製が川崎車輛、1936年製が日立製作所である。1941年（昭和16年）に鋼製客車の新たな番号体系が制定された後も、雑形の形式番号のままであったが、1949年（昭和24年）7月に暖房車も鋼製客車の番号体系に組み込まれることとなり、ナヌ32形（ナヌ30 1 - 5）となった。
車体は全鋼製で、全長6,600mmの車体の前後に長さ1,250mmのデッキを有し、前位に水タンク、後位に炭庫を装備しており、側面からみると凸字型である。中央部の車体内には蒸気発生用のボイラーを装備している。両側の妻面には片開き扉が車体に向かって右側に設けられており、側面の窓配置は1D3D1である。屋根上にはガーランド型通風器が1個と煙突が設置されており、屋根の一部はボイラー整備のため、取り外すことができる。全長は10,000mm、全高は4,000mmである。
台車は、ワキ1形と同じ高速貨車用鋳鋼製の2軸ボギー車TR24で、台車中心間距離は5,500mmである。
ボイラーの能力は、常用圧力10kg/cm2、火床面積0.7m2、全伝熱面積23.0m2（煙管19.4m2、火室3.6m2）である。運転整備重量は27.52t、空車重量は21.98 - 22.32t、水槽容量は3.5m3、石炭積載量は0.7tである。

## 運用
本形式は、1934年製が中央本線飯田町駅 - 甲府駅間用、1936年製が上越線の清水トンネル区間用として製造され、それぞれ甲府機関区、水上機関区に配置された。その後、上越線用が中央本線に転用され、最終的には全車が中央本線で使用された。戦後、東海道本線からマヌ34形が転入してくると予備車として使用された。1が1968年（昭和43年）11月、残りが1970年（昭和45年）2月に廃車され、形式消滅した。最終配置は、1が八王子機関区、残りが甲府機関区であった。